# لئو فوشس
لئو فوشس (به انگلیسی: Leo Fuchs) (زاده ۱۵ می ۱۹۱۱-درگذشته ۳۱ دسامبر ۱۹۹۴) بازیگر لهستانی بود.
از فیلم‌های معروف او می‌توان به بازی در فیلم بچه فریسکو اشاره کرد.